# Grezilo
Grezilo je merilna priprava za ugotavljanje navpičnosti predmetov. Orodje sestoji iz vrvice in uteži za centriranje. Ko se utež, viseča na vrvici, umiri, je vrvica navpična. Na slovenskem je orodje znano tudi pod imenom plajba ali svinčnica.
Grezilo se že vsaj od časa starega Egipta uporablja v stavbarstvu za zagotavljanje navpičnosti zgradb. Uporaben je tudi v geodeziji za centriranje instrumentov, kot je teodolit, nad podnožiščem.